# Pentidotea kirchanskii
Pentidotea kirchanskii is een pissebed uit de familie Idoteidae. De wetenschappelijke naam van de soort is voor het eerst geldig gepubliceerd in 1970 door Miller & Lee.